# Galez (Entrimo)
Galez (llamada oficialmente San Fiz de Galez) es una parroquia y un núcleo turístico del municipio español de Entrimo, en la provincia de Orense, Galicia.

## Toponimia
La parroquia también es conocida por el nombre de San Félix de Galez.

## Organización territorial
La parroquia está formada por cinco entidades de población, constando cuatro de ellas en el nomenclátor del Instituto Nacional de Estadística español:
- Asperelo e Olín, formado por la unión de los lugares de:
  - Asperelo
  - Olín
- A Feira Vella
- Galez
- As Quintáns

## Demografía

### Parroquia
| Gráfica de evolución demográfica de Galez (parroquia) entre 2000 y 2022 |
|                                                                         |
| Datos según el nomenclátor publicado por el INE.                        |

### Núcleo turístico
| Gráfica de evolución demográfica de Galez (núcleo turístico) entre 2000 y 2022 |
|                                                                                |
| Datos según el nomenclátor publicado por el INE.                               |